# Pachycraerus striaticeps
Pachycraerus striaticeps är en skalbaggsart som beskrevs av Lewis 1897. Pachycraerus striaticeps ingår i släktet Pachycraerus och familjen stumpbaggar. Inga underarter finns listade i Catalogue of Life.